# Krzysztof Górecki (aktor)
Krzysztof Henryk Górecki (ur. 13 stycznia 1952 w Miechowie) – polski aktor teatralny i filmowy.
W 1974 ukończył Państwową Wyższą Szkołę Teatralną w Krakowie.
W latach 1974–1976 pracował w Teatrze Płockim – Ośrodku Kultury i Sztuki w Płocku. Od 1976 związany jest z krakowskim Teatrem Ludowym. Od 2020 wiceprezes Związku Artystów Scen Polskich.

## Filmografia
Filmy
- 1978: Wysokie loty
- 1988: Oskarżony
- 1994: Śmierć jak kromka chleba
- 1994: Tadeusz Siejak. Oficer i dezerter
- 1996: Gry uliczne
- 1998: Kronikarz. Rzecz o Bolesławie Prusie, jako Kazimierz Przerwa-Tetmajer
- 2000: Duże zwierzę
- 2012: Nad życie, jako lekarz
- 2017: Habit i zbroja, jako wielki mistrz
- 2018: Kobiety mafii

Seriale
- 2000: Trędowata odc. 8-12, jako lekarz z Ruczajewa
- 2005: Kryminalni odc. 33 Wpływ Marsa, jako dyrektor ośrodka opiekuńczego
- 2008: Teraz albo nigdy! odc. 22, jako właściciel
- 2011: Julia odc. 1,2,4, jako profesor
- 2018: Kobiety mafii

## Odznaczenia
- Złoty Krzyż Zasługi – 2024[1]